# Funda mimètica

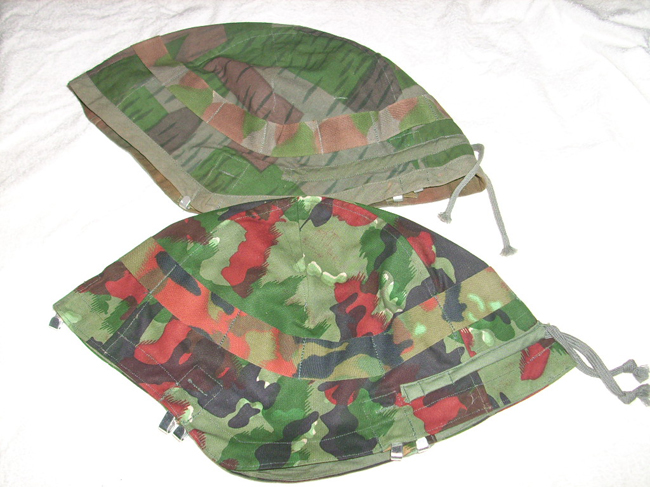
Dos models suïssos de funda mimètica

La funda mimètica és una funda de roba de motiu mimètic amb què es cobreix el casc militar a efectes de protecció i camuflatge. El català funda mimètica equival a l'anglès helmet cover i camouflage (o camo) cover, esp. funda mimética, fr. couvre-casque, it. telino mimetico, etc., etc.
Precedents de la funda mimètica són les fundes de roba amb què es cobrien en campanya els xacós, i més endavant els xacós baixos (ros inclòs), durant el segle xix. Anàlogament, des del 1892 el casc de punta alemany es cobria amb funda en campanya.
Les fundes de casc de tipus actual sorgiren durant la Primera Guerra Mundial, en el context de la guerra de trinxeres del front occidental (França, 1915; Regne Unit, 1916), i també del front alpí (Itàlia, 1916), i tenien com a funció dissimular el contorn del casc i evitar reflexos; generalment eren llises en el color de l'uniforme. Tot i els precedents aplicats al casc de punta, l'exèrcit alemany no preveié fundes per al casc model 1916: els soldats es fabricaven fundes artesanalment, o bé pintaven directament la superfície del casc; procediment, aquest, oficialitzat i sistematitzat el 1918, segons pautes de camuflatge geomètric multicolor. A l'exèrcit austrohongarès s'usaren fundes artesanals en 1917-1918. A partir de 1916 es distribuïren fundes blanques (autèntiques fundes mimètiques en ple sentit) a les tropes de muntanya italianes, alemanyes i austrohongareses.
Durant els anys trenta comencen a aparèixer fundes mimètiques multicolors per a medi boscós; probablement les primeres foren les de les Waffen-SS (devers 1936). De fet, la funda de casc fou el segon element de roba militar a què fou aplicat el camuflatge, immediatament després que a les tendes-ponxo. De llavors ençà molts dels models són reversibles, amb una cara més clara per a primavera-estiu i una altra de més fosca per a tardor-hivern.
Durant la Segona Guerra Mundial ja eren molts els exèrcits que usaven fundes de casc, generalment llises del color de l'uniforme, com en el conflicte anterior; però també n'hi havia de mimètiques: blanques per a medi nevat (URSS i Alemanya, per exemple), i de camuflatge geomètric o a clapes multicolors per a bosc (Itàlia, Alemanya i EUA, per exemple). Un sistema paral·lel, i emparentat, era la xarxa mimètica (Regne Unit, EUA i Japó, sobretot), que permetia adjuntar-hi fullatge per a camuflar-se en medis boscosos; els exèrcits que no comptaven amb xarxa mimètica aplicaven el fullatge al casc per mitjans artesanals. Encara es donà la pintura aplicada directament sobre el casc, però marginalment.
A partir de la segona postguerra mundial les fundes mimètiques (nivals o multicolors) anaren generalitzant-se a força exèrcits per a campanya, tot i que la resta de l'uniforme era monocolor en la majoria de casos. Com avui, podien alternar amb l'ús de la xarxa mimètica en els casos escaients. Actualment formen part habitual dels uniformes de camuflatge d'ús generalitzat. S'hi ha afegit una tercera variant: motius a clapes o pics en tons apropiats per a desert.